# Kunstwort
Als Kunstwort bezeichnet man ein Wort, das nicht mit den üblichen Mitteln der Wortbildung einer Sprache gebildet und auch nicht aus einer anderen Sprache entlehnt wurde, z. B. Produktnamen wie Lantra, Lexus und Mondeo. Es bildet eine neue Wurzel und ist häufig lautsymbolisch. Neugebildete Kunstwörter gelten eine Zeitlang als Neologismen.
In Reimen und Versen begegnet man häufig Kunstwörtern, die durch Assonanz oder Alliteration wirken.

## Probleme der Abgrenzung
Kunstwörter sind von Kontaminationen (Kofferwörtern), Abkürzungen/Kurzwörtern, Derivaten und Kompositionen zu unterscheiden. Die Abgrenzung davon ist aber nicht immer einfach. Beispielsweise werden Biosil und Biopren (Zahnfüllmittel) zu den Kunstwörtern gezählt; zwar ist bio an ein vorhandenes Wort angelehnt, sil und pren tragen jedoch keine Bedeutung. Biotuss (Hustensaft), von biologisch und tussis (lat. Husten), kann hingegen als Kontamination gesehen werden. Weitere Beispiele ergeben sich durch Endungen, die wie Suffixe aussehen, aber keine stabile Bedeutung tragen und damit keine Morpheme sind, was nicht zu Derivation, sondern zu Kunstwortbildung führt, vgl. Aspirin, Birkin, Gustin.
Kunstwort und Neologismus
Nicht alle Kunstwörter sind Neologismen. Ein lexikalisches Zeichen wird nur vorübergehend als Neologismus betrachtet. Mit zunehmender Verbreitung und Dauer des Gebrauchs werden sie zu etablierten Teilen des allgemeinsprachlichen Wortschatzes.

## Pragmatischer Wert von Kunstwörtern
Neugebildete Kunstwörter signalisieren oft Modernität und Originalität. Aus diesen Gründen werden sie oft in der Werbesprache geprägt. Hier sollen wissenschaftlich klingende Kunstwörter den Eindruck des Produktes beim potenziellen Kunden verbessern, indem sie bei Medikamentennamen etwa Effektivität und Qualität suggerieren (Fortral, Dilcoran 80), andere klingen passend zum Produkt griechisch (Patros als Name für einen Fetakäse). Solche lautsymbolischen Effekte sind in der Werbesprache vor allem für Produktnamen wichtig.
Ein weiterer Aspekt ist die Internationalisierung: Markennamen müssen positive Assoziationen wecken und dürfen im internationalen Kontext keine missverständliche oder kontraproduktive Bedeutung haben. Kunstwörter bieten hier die Möglichkeit, Fettnäpfchen wie den Pajero von Mitsubishi zu vermeiden. Spezialisierte Agenturen entwickeln neue Wörter, die zwar aus bestehenden Wörtern oder Wortteilen entwickelt werden, selbst aber explizit bedeutungsfrei sein sollen, sogenannte Logatome (wie z. B. die neueren Typen-Bezeichnungen des Autoherstellers Opel oder der Name Thalys).